# Dallas Semiconductor

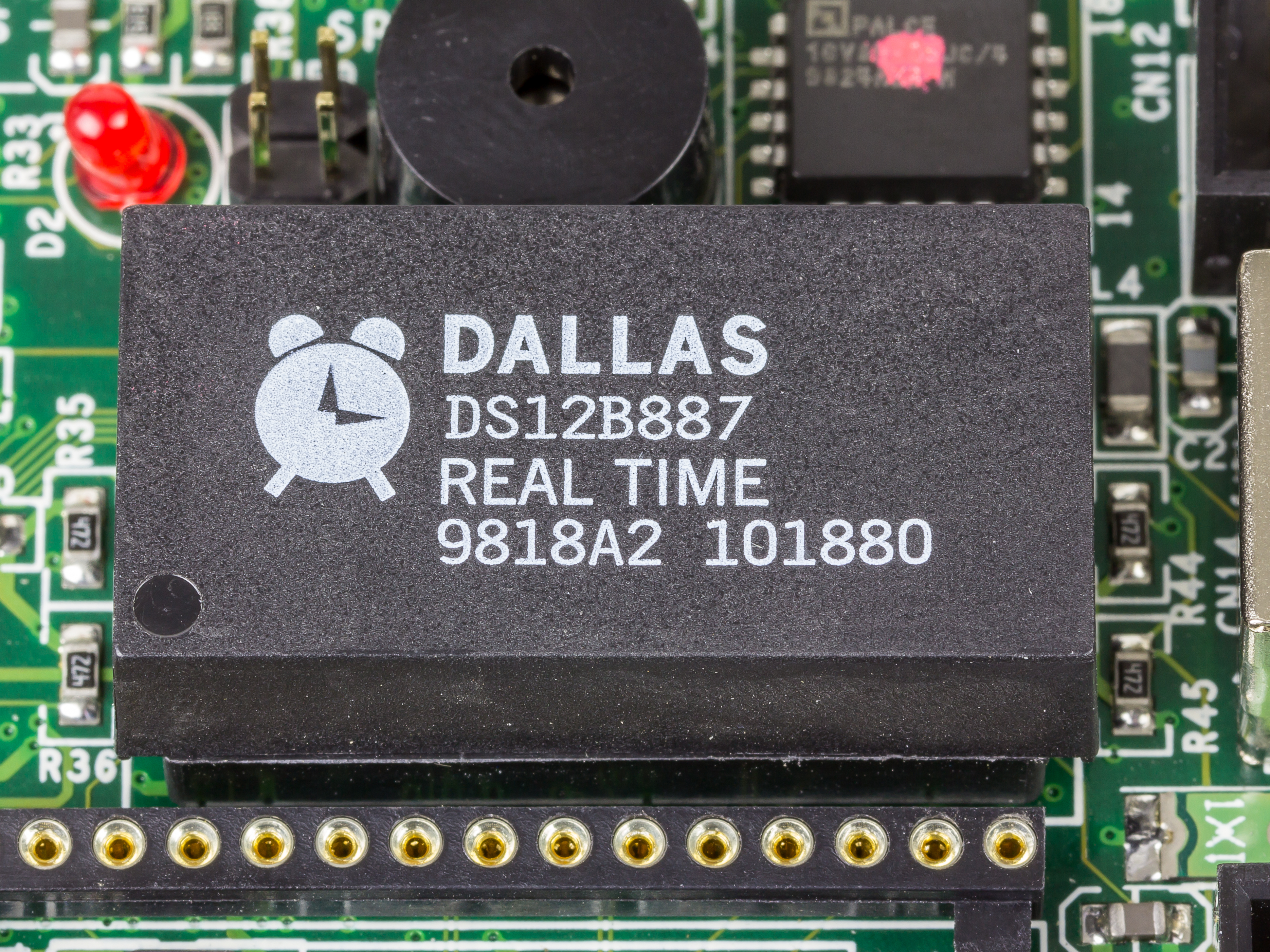
DS12B887

Dallas Semiconductor – firma wytwarzająca układy scalone. Producent mikrokontrolerów opartych na architekturze 8051.
Obecnie połączona z firmą Maxim IC.